# 李炳德
李炳德（1943年—），香港退役男子足球運動員，司職後衛。中國球王李惠堂幼子，香港足球代表隊球員李育德之弟。1966年效力星島體育會，並曾代表中華民國國家足球隊在1967年7至8月參加第四屆亞洲盃足球外圍賽、默迪卡盃足球賽及同年9月的奧運足球外圍賽。

## 生平
李炳德幼時就讀足球名校聖若瑟書院，與著名足球評述員黃興桂是同班同學，也曾是足球校隊的主力，
之後因為成績欠佳，其父李惠堂期望他注重學業，自中學起不再踢校隊。
李炳德中學畢業後先在花旗銀行工作，直到受星島體育會邀請，才一面在花旗工作一面在星島預備組踢球訓練。1966年，李炳德時年23歲踢上了香港甲組足球聯賽，一年後獲中華民國國家足球隊征召，1967年時先後參加第四屆亞洲杯足球外圍賽、默迪卡盃足球賽及9月在東京舉行的奧運足球外圍賽。1968年10月，李於比賽中受傷，休養九個月。傷癒後，全心投入花旗銀行電腦部的工作，決定離開甲組後，仍替香港乙組球隊保濟丸踢了兩年球，獲公司外派時也曾在新加坡踢乙組。